# Janina (gmina)
Janina (gr. Δήμος Ιωαννιτών, Dimos Ioaniton) – gmina w Grecji, w administracji zdecentralizowanej Epir-Macedonia Zachodnia, w regionie Epir, w jednostce regionalnej Janina. W 2011 roku liczyła 112 486 mieszkańców. Powstała 1 stycznia 2011 roku w wyniku połączenia dotychczasowych gmin: Janina, Anatoli, Perama, Pamwotida i Bizani oraz wspólnoty Nisos Janinon. Siedzibą gminy jest Janina.